# Módulo Arquitectura CUC
Módulo Arquitectura CUC es una revista digital científica editada y publicada por la Editorial Universitaria de la Costa (EDUCOSTA), de la Universidad de la Costa de Colombia. Esta publicación es financiada por la universidad, además es revisada por pares. Módulo Arquitectura CUC está clasificada en la categoría «C» de Publindex y forma parte de las más de 200 revistas indexadas en Colombia.
La revista posee un alcance nacional e internacional y su contenido va dirigido a específicamente a los campos de la arquitectura, el arte y el diseño, así como también a diversos profesionales, investigadores y docentes que tengan relacionan directa con estas disciplinas. Los contenidos de la revista son publicados en tres idiomas: español, inglés y portugués. Desde 2022 se admiten en español e inglés.
En agosto de 2020, la revista Módulo Arquitectura CUC fue indexada a la base de datos bibliográfica Scopus como una publicación científica de alto impacto, siendo de esta manera la primera revista especializada en Arquitectura en entrar a Scopus en Colombia, séptima en América del Sur y veinte en Iberoamérica.
Módulo Arquitectura CUC ha aparecido en diversas clasificaciones especializadas en producción y divulgación científica, entre ellas, Journal Scholar Metrics, Google Scholar, Matriz de Información para el Análisis de Revistas (MIAR), entre otras.

## Métricas de impacto
A continuación se relacionan algunas estadísticas sobre la revista y el impacto generado por sus publicaciones.

#### Ranking de revistas y sitios especializados
- Matriz de Información para el Análisis de Revistas (MIAR): 4.4 de Índice Compuesto de Difusión Secundaria.[5]
- Google Scholar: 14 Índice h.[6]
- Journal Scholar Metrics: 397 en Geografía y estudios urbanos.[7]

## Áreas de interés
- Urbanismo (historia, teoría y diseño)
- Diseño Urbano
- Diseño Arquitectónico
- Tecnología en la Arquitectura
- Diseño Estructural en la Arquitectura
- Desarrollo Sostenible (territorio, sociedad, economía, política, cultura)
- Construcción Sostenible
- Bioclimática
- Paisajismo,
- Eco-diseño
- Espacio Público
- Arte Público
- Diseño Participativo
- Planeación Urbano-Regional (planes, programas y proyectos)
- Gestión del Hábitat
- Derecho Urbano.